# Sclerotium oryzicola
Sclerotium oryzicola är en svampart som beskrevs av Nakata & E. Kawam. Sclerotium oryzicola ingår i släktet Sclerotium och riket svampar.   Inga underarter finns listade i Catalogue of Life.